# Auckland Domain

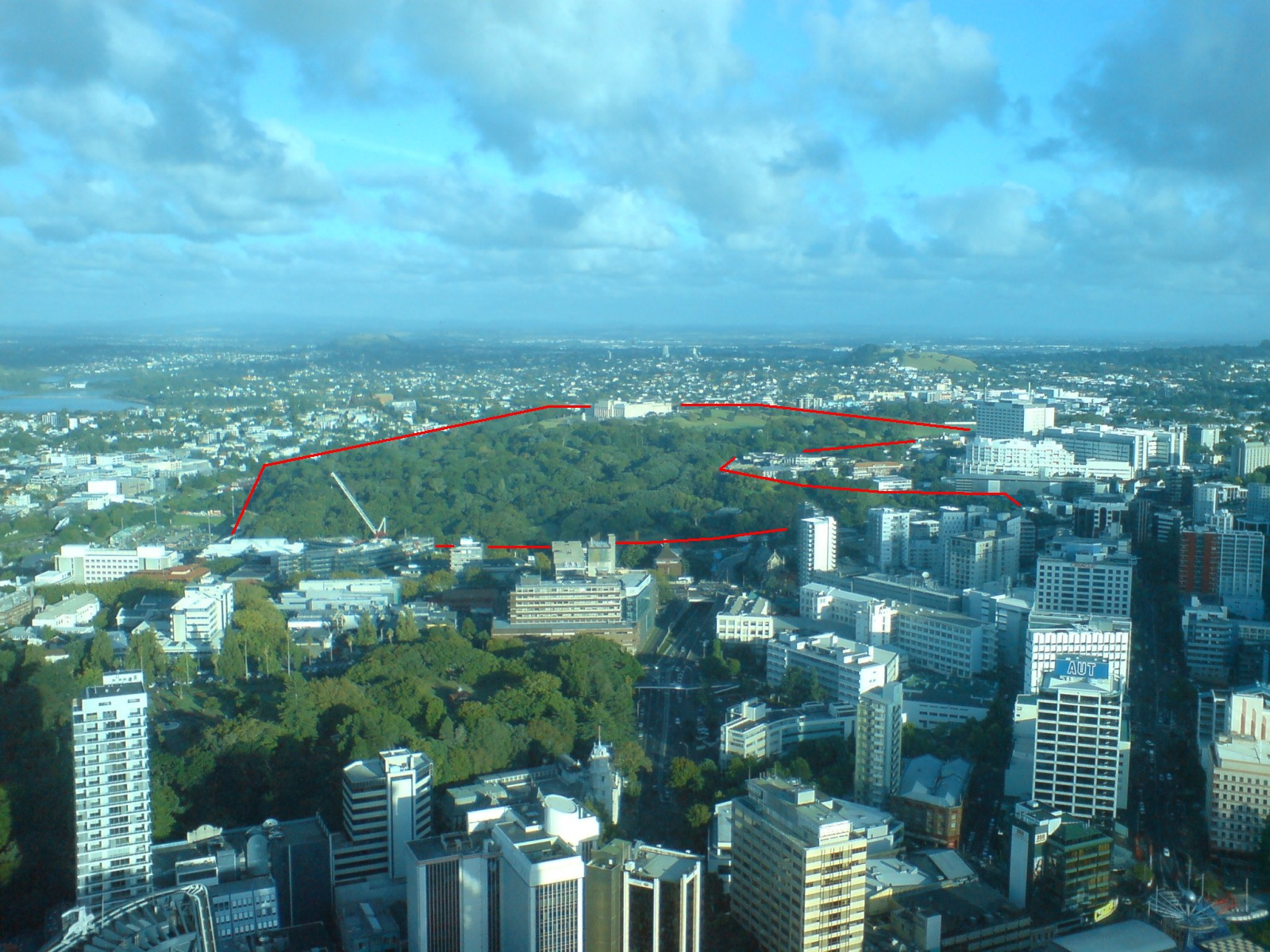
O Auckland Domain visto da Sky Tower.

O Auckland Domain é o parque mais velho da cidade de Auckland, Nova Zelândia e, com 75 hectares, o maior da cidade. Localizado no bairro de Grafton, o parque fica na cratera do vulcão Pukekawa.
No parque fica uma das maiores atracções da cidade, o Museu Memorial da Guerra de Auckland. Muitos campos de jogo ocupam a superfície da cratera. Aqui ficam também o Jardim de Inverno, com duas belas estufas e uma lagoa.